# Francesc Torralba
Francesc Torralba Roselló (Barcelona, 15 de mayo de 1967) es un profesor universitario, filósofo y teólogo español.

## Biografía
Estudió Filosofía en la Facultad de Filosofía de la Universidad de Barcelona y Teología en la Facultad de Teología de Cataluña. Recibió el Premio Extraordinario de Licenciatura al mejor expediente académico. Posteriormente, amplió estudios en la Universidad de Copenhague donde estudió lengua danesa para realizar su tesis sobre el pensador Søren Kierkegaard, que defendió en 1992 y gracias a la cual obtuvo el Premio Extraordinario de Doctorado a la mejor tesis de la Facultad de Filosofía de la Universidad de Barcelona. También realizó la licenciatura en Teología en la Facultad de Teología de Cataluña (1993) sobre la cristología de Kierkegaard y defendió la tesis doctoral en teología sobre el pensamiento antropológico del teólogo católico Hans Urs Von Balthasar (1997).
Es catedrático de Ética de la Universidad Ramon Llull, e imparte cursos y seminarios en otras muchas universidades de España y de América del Sur. Desde 2003 dirige la Cátedra de Pensamiento Cristiano de Andorra.
Es director de la Cátedra Ethos de ética aplicada en la Universidad Ramon Llull, director del Ramon Llull Journal of applied Ethics. Preside también el Comité de Ética Asistencial de la Fundación SAR-Quavitae, el Observatorio de Ética de Aldeas Infantiles SOS, el Comité de Ética de MC Mutual. En 2011 fue nombrado por Benedicto XVI consultor del Consejo Pontificio de la Cultura de la Santa Sede y es presidente del Consejo Asesor para la Diversidad Religiosa de la Generalidad de Cataluña. Desde 2012 dirige los Diálogos de Pedrabes, un ciclo organizado por el Ayuntamiento de Barcelona en el Real Monasterio de Santa María de Pedralbes. Desde febrero de 2014 es presidente del Comité de Ética de la Policía de Cataluña. Desde diciembre de 2014 es miembro de la Real Academia de Doctores. En 2015 recibió el Premio de Ensayo Mancomunidad de la Ribera Alta por El imperio de la incomunicación.
El 14 de agosto de 2023, durante un descenso muy vertical, su hijo Oriol —de veintiséis años— se precipitó al vacío, mientras Francesc permanecía suspendido entre el cielo y la tierra. Una hora después, Francesc fue rescatado por los bomberos, que también recuperaron el cuerpo de su hijo. Fruto de esa experiencia traumática escribió el libro "No hay palabras. Asumir la muerte de un hijo".
Su pensamiento gira en torno a los elementos centrales de la existencia humana (el sufrimiento, Dios, el dolor, o el sentido de la existencia).
En 2023, recibió el Premio Joseph Ratzinger, compartido con Pablo Blanco Sarto.

## Obras
- El camino espiritual de Soren Kierkegaard
- Esos valores que nos unen
- Explorar el sentido de la realidad
- La lógica del don de la vida y de la muerte
- El arte de saber escuchar
- Inteligencia Espiritual
- No hay palabras: Asumir la muerte de un hijo, Now Books (2024).[9]